# عمارت سیگارودی
عمارت سیگارودی مربوط به دوره قاجار است و در شهرستان لنگرود، بخش مرکزی، روستای سیگارود، قبل از حمام، بعد از مدرسه واقع شده و این اثر در تاریخ ۲۷ آبان ۱۳۸۶ با شمارهٔ ثبت ۲۰۲۶۸ به‌عنوان یکی از آثار ملی ایران به ثبت رسیده است.